# Manuel Oribe
 (novembre 2011).
Si vous disposez d'ouvrages ou d'articles de référence ou si vous connaissez des sites web de qualité traitant du thème abordé ici, merci de compléter l'article en donnant les références utiles à sa vérifiabilité et en les liant à la section « Notes et références ».
Manuel Ceferino Oribe y Viana (né à Montevideo le 26 août 1790 - mort dans la même ville le 12 novembre 1857) est un militaire et homme d'État uruguayen. Il est le second président de l'Uruguay constitutionnellement élu entre 1835 et 1838 et est le fondateur du Parti National (nommé aussi Parti Blanc).

## Enfance
Né le 26 août 1790 à Montevideo, il est le fils du capitaine Francisco Oribe et de María Francisca Viana, elle-même descendante du premier gouverneur de Montevideo, José Joaquín de Viana (en). Pour cette raison, il est très jeune envoyé dans le collège du maître catalan Barchilón réservé à la future élite et il rentre par la suite dans les classes d'enseignement supérieur militaire comme les autres adolescents de son rang à cette époque. 

## Un homme militaire

### Premiers combats
C'est ce jeune homme de tout juste 20 ans qui en 1812 se présente au général José Rondeau (le bras droit de José Artigas), lors du siège de Montevideo et demande à être incorporé à l'escadron des Dragons de la Patrie (Dragones de la Patria). Lors de la bataille du Cerrito (pour le second siège de Montevideo), il est encore présent pour vaincre les Espagnols. Pour son mérite, il est nommé sous-lieutenant (Alférez) du deuxième régiment d'artillerie. Et quand Fernando Otorgués (es) entre au nom d'Artigas à Montevideo en juin 1814, il fait partie des troupes de la ville.
Quand les Portugais envahissent la Banda Oriental et quand Carlos Federico Lecor (en) entre dans la ville, il se lie directement à Artigas mais quand il voit que la défaite est certaine, il s'exile alors en 1817 à Buenos Aires avec le grade de capitaine dans l'armée des Orientaux.

### Seconde lutte
Il tente de créer un groupe paramilitaire de cavaliers orientaux en 1819 pour rentrer en Uruguay et aider Artigas qui se fait battre par les Portugais mais en 1820, ce dernier perd la bataille de Tacuarembó et part pour le Paraguay, le projet avorte donc. C'est en 1821 qu'Oribe se lie pour la première fois avec les membres du parti unitaire et dans les années 1822 à 1823, il fait connaissance de Juan Manuel de Rosas alors propriétaire d'un domaine en Argentine. Il participe donc à la réunion de fonds pour armer la future expédition des Treinta y Tres Orientales.
C'est le 19 avril 1825 que ces Treinta y Tres Orientales commandés par Juan Antonio Lavalleja et Oribe lui-même arrivent en Uruguay. Il en devient colonel le 19 septembre de la même année et le 12 octobre, il participe à la victoire de la bataille de Sarandí et est encore officier à la bataille d'Ituzaingó du 20 février 1827 qui marque la fin de la domination brésilienne.
C'est le 8 février 1829 que Manuel Oribe se marie avec sa nièce Agustina Contucci dont il a quatre enfants.

## Un homme politique

### L'opposition puis ministre sous Rivera
Des désaccords ayant eu lieu pendant la seconde lutte entre d'un côté Oribe et Juan Antonio Lavalleja et de l'autre Fructuoso Rivera, les deux premiers tentent de renverser le second quand ce dernier arrive au pouvoir et même s'il est assimilé à la tentative de renversement de Rivera par Lavalleja le 14 août 1832, Rivera le nomme colonel major puis le nomma ministre de la Guerre et de la Marine. Enfin le 24 février 1835, il est nommé Brigadier général. Il passa donc les années 1830 à 1834 à surveiller les frontières et à mettre en place la police douanière.
Quand Lavalleja tente ses deux autres insurrections contre Rivera, Oribe n'y prend pas part.

### Premier gouvernement
Quand il arrive au pouvoir le 1er mars 1835, toute l'Assemblée Législative vote pour lui et sa priorité est de maîtriser les dettes du pays et de stabiliser les comptes, c'est pour cette raison qu'il crée le Grand Livre de Dettes (Gran Libro de Deudas) dès 1835 et met en place dans le même temps un premier système de retraites et de pensions. Il veut de plus qu'à la fin de son mandat, le gouvernement uruguayen peut s'autogérer sans faire appel à des spécialistes étrangers en économie, pour cette raison il crée l'université de la République.
En 1836, Rivera est offensé par la création d'une commission qui doit analyser les dépenses effectuées par son gouvernement et ses partisans prennent les armes. Le 19 septembre, il bat Rivera et ses hommes à la bataille de Carpintería mais celui-ci demande de l'aide aux Brésiliens et l'année d'après, le 22 octobre, Oribe est battu à Yucutujá (département de Salto), gagne la bataille de Yí mais est battu de nouveau à Palmar le 15 juin 1838 et comme son allié Juan Manuel de Rosas est lui aussi en difficulté à cause d'un blocus du port de Buenos Aires par les Français, Manuel Oribe démissionne le 24 octobre de la même année.

### Exil et la Grande Guerre
Quand Rivera gouverne le pays pour la seconde fois, Oribe part pour Buenos Aires où Rosas l'accueille comme président de l'Uruguay puis il apporte son soutien en tant que militaire pour combattre les fédéralistes du général Juan Lavalle dans la province d'Entre Ríos qu'il bat. Il est alors décrit comme Rosas comme un égorgeur et un assassin (degollador y asesino) par ses opposants politiques. Il est vraisemblable que des massacres et des exactions sont faites dans chaque camp. Le 6 décembre 1842, la province repasse sous le contrôle de Rosas (elle ne l'est plus depuis 1839).
Quand au début de l'année 1843, Oribe avance sur Montevideo avec son armée, il est arrêté par une coalition formée par des Uruguayens Colorados, des Français et des Italiens[précision nécessaire] parmi lesquels ont compte Giuseppe Garibaldi et ses compagnons, ce qui laisse le temps aux Colorados de changer de gouvernement (Rivera arrive au terme de son mandat) et le 1er mars, Joaquín Suárez organise son gouvernement de la Défense. Le 16 février, il établit son gouvernement du Cerrito, à l'endroit même où 30 ans plus tôt, il a fait ses armes. Ce gouvernement contrôle tout le territoire à l'exception de Montevideo et de Colonia del Sacramento jusqu'au 8 octobre 1851 et a édité durant cette période un important nombre de lois. Rosas intègre l'Uruguay en 1845 aux Provinces-Unies du Río de la Plata (ancien nom de l'Argentine) en annulant par la même occasion le traité préliminaire de paix et la France qui bloque Buenos Aires et qui aide les Colorados doit abandonner à cause de la Révolution de 1848 et emmène avec elle l'Italie[précision nécessaire]. Les Colorados cherchent donc de l'aide auprès des Brésiliens qui refusent les actions de Rosas et qui par conséquent aident effectivement les Colorados.
En juin 1851, le fédéraliste argentin de la province d'Entre Ríos Justo José de Urquiza commence à se battre avec une armée constituée de Brésiliens, d'Argentins et des Colorados contre Rosas et Oribe. Il va directement à Cerrito pour faire abdiquer Oribe qui doit s'y résoudre alors que ses ordres de stopper Urquiza ne sont pas appliqués.

L'Accord de l'Union (Pacto de la Unión) est signé le 8 octobre et Oribe qui est libre mais en danger face aux Colorados part pour l'Espagne entre 1853 et 1855.

## Fin de vie
Oribe revient à Montevideo au moment précis où le Parti conservateur (composé de Colorados dissidents, notamment César Díaz, Juan Carlos Gómez) commence un mouvement contre le président Venancio Flores (un autre Colorado) parce qu'il faut quelqu'un qui soit accepté par tous. En effet, en quatre années depuis la fin de la Grande Guerre, sept gouvernements différents occupent le pouvoir. Flores et Oribe, établirent le 11 novembre 1855, le pacte de l'Union et ils placèrent en 1856 Gabriel Antonio Pereira qui bien qu'étant colorado lui aussi éesttait apprécié par les blancos. Le gouvernement de Pereira fait exiler à la fois Flores qui part en Argentine au service du parti Unitaire et aussi Oribe qui est déclaré le 29 novembre 1856 perturbateur de l'ordre public.
Manuel Oribe meurt le 12 novembre 1857 dans son village de Paso del Molino sur les bords du torrent Miguelete. Pendant sa veillée funèbre, le drapeau des Treinta y Tres Orientales avec lesquels il a combattu est porté par le porte-drapeau de l'expédition, Juan Spikerman. Le gouvernement l'enterre avec les honneurs militaires officiels et sa sépulture est transportée plus tard du cimetière de Paso del Molino à l'église de San Agustín, dans le quartier (de Montevideo) de l'Union (nom qui est donné après 1852 à la villa de la Restauración, là où Oribe a établi son campement militaire du Cerrito).

## Héritage
Aujourd'hui, les Uruguayens n'ont pas beaucoup de souvenir de Manuel Oribe mais ils retiennent surtout qu'il a été l'un des hommes politiques importants de l'Uruguay, mais ce qui marque le plus sont les mentions faites (parfois même des légendes) sur la cruauté qu'il utilisa pendant la Grande Guerre. Encore en 1919, le chef incontesté et homme d'État colorado José Batlle y Ordoñez écrivait « qu'être colorado, c'est de haïr la tradition de Rosas et d'Oribe » (ser colorado es odiar la tradición de Rosas y Oribe), et la presse faisait allusion toujours au Parti National comme étant le parti oribiste (partido oribista). Au centenaire de son décès (1957), les membres colorados du Conseil National du Gouvernement refusèrent de se lever pour lui rendre hommage. Depuis beaucoup d'attitudes sont comparables; le journal conservateur du Parti National El Plata ne mentionne même plus la commémoration de cette mort.